# ماكس شنايدر
ماكسويل جورج شنايدر (بالإنجليزية: Maxwell George Shneider) أو ماكس شنايدر (21 (توضيح) يونيو 1992) يعرف أيضًا باسم الشهرة "MAX"  هو ممثل، عارض، راقص، كاتب أغاني ومغني أمريكي.

## سيرتة
تربى ماكس في نيويورك  على دين أبيه اليهودي و بدأ بتأدية الفن بسن الثالثة.

## تسجيلاته الموسيقية

### البوماته
| العنوان                  | تاريخ الإصدار  | الشركة المنتجة | الشكل      |
| ------------------------ | -------------- | -------------- | ---------- |
| Schneider Brother Covers | 10 فبراير 2013 | Crush          | تحميل رقمي |
| NWL                      | 21 فبراير 2015 | DCD2, Crush    | تحميل رقمي |
| Hell's Kitchen Angel     | 8 ابريل 2016   | DCD2, Crush    | تحمبل رقمي |

#### أسطواناته المطوله (EPs)
| العنوان          | تاريخ الإصدار  | الشركة المنتجة | الشكل      |
| ---------------- | -------------- | -------------- | ---------- |
| First Encounters | 5 يونيو 2010   | Crush          | تحميل رقمي |
| The Say MAX      | 13 مايو 2014   | Crush          | تحميل رقمي |
| Ms. Anonymou     | 25 سبتمبر 2015 | DCD2, Crush    | تحميل رقمي |
| Wrong            | 18 ديسمبر 205  | DCD2, Crush    | تحميل رقمي |

##### موسيقاه التصويريه
| العنوان | تاريخ الإصدار | الشركة المنتجة                 | الشكل                 |
| ------- | ------------- | ------------------------------ | --------------------- |
| Rags    | 22 مايو 2012  | Nick Records, تسجيلات كولومبيا | تحميل رقمي، قرص مضغوط |

## روابط خارجية
- ماكس شنايدر على موقع IMDb (الإنجليزية)
- ماكس شنايدر على موقع ألو سيني (الفرنسية)
- ماكس شنايدر على موقع ميوزك برينز (الإنجليزية)
- ماكس شنايدر على موقع أول ميوزيك (الإنجليزية)
- ماكس شنايدر على موقع ديسكوغز (الإنجليزية)
- ماكس شنايدر على موقع ديسكوغز (الإنجليزية)
- ماكس شنايدر على موقع قاعدة بيانات الفيلم (الإنجليزية)